# Остерська міська територіальна громада
Остерська міська громада — територіальна громада в Україні, в Чернігівському районі Чернігівської області. Адміністративний центр — місто Остер.
Площа громади 390,4 км², населення 9277 мешканців (2021).
Утворена 8 липня 2016 року шляхом об'єднання Остерської міської ради та Біликівської, Бірківської сільських рад Козелецького району.
Відповідно до розпорядження Кабінету Міністрів України № 730-р від 12 червня 2020 року «Про визначення адміністративних центрів та затвердження територій територіальних громад Чернігівської області», до складу громади були включені території Євминської, Крехаївської, Одинцівської та Пархимівської сільських рад Козелецького району .
Відповідно до постанови Верховної Ради України від 17 червня 2020 року «Про утворення та ліквідацію районів», громада увійшла до новоствореного Чернігівського району.

## Населені пункти
До складу громади входять 1 місто (Остер) і 21 село: Бабарики, Беремицьке, Білики, Бірки, Волевачі, Дешки, Євминка, Жилин Млинок, Жуківщина, Котів, Кошани, Крені, Крехаїв, Любечанинів, Набільське, Одинці, Пархимів, Поліське, Романьки, Самсони та Туманська Гута.

## Старостинські округи
- Біликівський (с. Білики, с. Жилин Млинок, с. Набільське, с. Туманська Гута)
- Бірківський (с.Бірки, с. Дешки, с. Самсони, с. Крені, с. Романьки, с. Жуківщина)
- Євминський (с.Євминка)
- Крехаївський (с.Крехаїв)
- Одинцівський (с.Одинці, с. Бабарики, с. Волевачі, с. Кошани,  с. Любечанинів)
- Пархимівський (с.Пархимів, с.Котів)[3]

Місто Остер, села Беремицьке та Поліське не входять до складу жодного зі старостинських округів, підпорядковані безпосередньо Остерській міській раді, функції старости виконує голова міської ради, він же голова ОТГ